# USS Tuna (SS-203)
USS Tuna (SS-203) là một  tàu ngầm lớp Tambor được Hải quân Hoa Kỳ chế tạo ngay trước Chiến tranh Thế giới thứ hai. Nó là chiếc tàu chiến thứ ba của Hải quân Hoa Kỳ được đặt cái tên này, theo tên loài cá ngừ đại dương. Nó đã phục vụ trong suốt Thế Chiến II, thực hiện tổng cộng mười ba chuyến tuần tra và đánh chìm bốn tàu Nhật Bản với tổng tải trọng 14.986 tấn. Con tàu được rút khỏi hoạt động nơi tuyến đầu vào đầu năm 1945 để làm nhiệm vụ huấn luyện cho đến khi chiến tranh kết thúc. Nó được sử dụng làm mục tiêu thử nghiệm bom nguyên tử tại đảo Bikini, rồi xuất biên chế vào cuối năm 1946. Con tàu cuối cùng bị đánh chìm như một mục tiêu ngoài khơi California vào năm 1948. Tuna được tặng thưởng bảy Ngôi sao Chiến trận do thành tích phục vụ trong Thế Chiến II.

## Thiết kế và chế tạo
Lớp Tambor có nhiều đặc tính được cải tiến so với tàu ngầm lớp Sargo dẫn trước. Hình dạng thân tàu được làm suôn thẳng hơn để đạt tốc độ nhanh hơn, và thùng lặn khẩn cấp được trang bị lại giúp con tàu lặn xuống nhanh hơn. Hệ thống động lực toàn diesel-điện được áp dụng, và giải quyết được sự cố chập mạch trước đây. Nó trang bị động cơ Fairbanks-Morse Kiểu 38D8-⅛ 9-xy lanh chuyển động đối xứng, dẫn động máy phát điện, và động cơ điện kết nối với trục chân vịt qua hộp số giảm tốc.
Lần đầu tiên đối với tàu ngầm Hoa Kỳ, lớp Tambor có đến mười ống phóng ngư lôi gồm sáu trước mũi và bốn phía đuôi. Hiệu quả tác chiến được cải thiện nhờ bố trí lại người vận hành sonar và máy tính dữ liệu ngư lôi vào một tháp chỉ huy lớn hơn, cho phép trao đổi trực tiếp với hạm trưởng, cùng một kính tiềm vọng kiểu mới có đầu nhỏ hơn giúp khó bị phát hiện. Thoạt tiên được chỉ được trang bị pháo 3 in (76 mm)/50 caliber, boong tàu được gia cố sẵn đủ để lắp đặt pháo cỡ 5 in (130 mm)/51 caliber khi tình huống tác chiến đòi hỏi; nên trong đợt đại tu vào cuối năm 1942, Tuna được nâng cấp lên cỡ pháo 5-inch.
Tuna được đặt lườn tại Xưởng hải quân Mare Island ở Vallejo, California vào ngày 19 tháng 7, 1939. Nó được hạ thủy vào ngày 2 tháng 10, 1940, được đỡ đầu bởi bà Wilhelm L. Friedell, và được cho nhập biên chế cùng Hải quân Hoa Kỳ vào ngày 2 tháng 1, 1941 dưới quyền chỉ huy của Hạm trưởng, Thiếu tá Hải quân John Jarvis Crane.

## Lịch sử hoạt động

### 1941
Rời San Diego, California vào ngày 19 tháng 5, 1941, Tuna đi sang vùng biển quần đảo Hawaii để chạy thử máy và huấn luyện. Khi phát hiện các ống phóng ngư lôi bị lệch, nó quay trở lại Xưởng hải quân Mare Island để sửa chữa. Chiếc tàu ngầm đang ở trong ụ tàu tại Mare Island khi Hải quân Đế Quốc Nhật Bản bất ngờ tấn công căn cứ Trân Châu Cảng vào ngày 7 tháng 12 khiến chiến tranh bùng nổ tại Mặt trận Thái Bình Dương. Nó quay trở lại Trân Châu Cảng vào ngày 7 tháng 1, 1942. 

### 1942

#### Chuyến tuần tra thứ nhất
Trong chuyến tuần tra đầu tiên trong chiến tranh từ ngày 26 tháng 1 đến ngày 21 tháng 3, 1942, Tuna hoạt động tại khu vực biển Hoa Đông. Ngoài khơi đảo Kyūshū vào ngày 4 tháng 3, nó đã phóng ngư lôi tấn công, tự nhận đã đánh chìm một tàu buôn khoảng 6.000 tấn tại tọa độ 32°33′B 133°26′Đ / 32,55°B 133,433°Đ. Nó cũng cho là đã có thể đã đánh chìm một tàu khu trục đồng thời gây hư hại cho hai tàu buôn khoảng 2.000 tấn khác. Tuy nhiên tài liệu thu được sau chiến tranh từ phía Nhật Bản không thể xác nhận các chiến công này.

#### Chuyến tuần tra thứ hai
Tuna lại khởi hành từ Trân Châu Cảng vào ngày 14 tháng 4 cho chuyến tuần tra thứ hai thứ hai ngoài khơi đảo Honshū, Nhật Bản. Vào ngày 15 tháng 5, ở vị trí cách 65 nmi (120 km) ngoài khơi đảo Sohuksando, Triều Tiên, nó phóng ngư lôi đánh chìm tàu buôn Toyohara Maru (805 tấn) tại tọa độ 33°34′B 125°09′Đ / 33,567°B 125,15°Đ. Nó kết thúc chuyến tuần tra và quay trở về Trân Châu Cảng vào ngày 16 tháng 6.

#### Chuyến tuần tra thứ ba
Sau khi được tái trang bị, Tuna lên đường vào ngày 13 tháng 7 trong thành phần Đơn vị Đặc nhiệm 8.5.12, để hoạt động tại khu vực quần đảo Aleut. Trong chuyến tuần tra thứ ba này, nó bắt gặp một tàu ngầm đối phương đang đi trên mặt nước vào ngày 9 tháng 8, nhưng mục tiêu lẫn khuất trong làn sương mù dày đặc, là đặc trung của khu vực Bắc Thái Bình Dương này. Sau đó Tuna hỗ trợ cho việc chiếm đóng đảo Adak khi vận chuyển một đại tá và sáu binh lính từ Dutch Harbor, Alaska đến vịnh Kuluk từ ngày 25 đến ngày 27 tháng 8. Nó quay trở về Trân Châu Cảng vào ngày 5 tháng 9.

#### Chuyến tuần tra thứ tư
Sau một đợt đại tu thường lệ tại Xưởng hải quân Trân Châu Cảng, Tuna lên đường vào ngày 9 tháng 11 cho chuyến tuần tra thứ tư tại vùng biển Solomon. Nó bắt gặp một tàu khu trục đối phương ngoài khơi đảo New Georgia vào ngày 12 tháng 12, phóng hai quả ngư lôi tấn công mục tiêu, nhưng tất cả đều trượt. Đến ngày 28 tháng 12, chiếc tàu ngầm về đến căn cứ mới tại Brisbane, Australia.

### 1943

#### Chuyến tuần tra thứ năm
Khởi hành vào ngày 18 tháng 1, 1943 cho chuyến tuần tra thứ năm, Tuna đi đến vùng phía Đông đảo Vella LaVella sáu ngày sau đó. Chiếc tàu ngầm tung ra năm lượt tấn công vào ban ngày, tiêu phí mất 16 quả ngư lôi mà không đánh chìm được mục tiêu nào mà còn phải lặn sâu để né tránh đối phương phản công. Nó có thêm một lượt tấn công khác vào ngày 11 tháng 2 tại khu vực giữa các đảo New Ireland và Buka, nhưng vẫn không trúng đích. Con tàu được điều sang tuần tra dọc tuyến hàng hải giữa Kolombangara và Munda, vận may vẫn chưa đến và nó tiếp tục phải lẫn tránh mìn sâu tư đối phương. Tuna kết thúc chuyến tuần tra tại Brisbane vào ngày 17 tháng 2.

#### Chuyến tuần tra thứ sáu
Sau khi được tái trang bị tại Brisbane, Tuna khởi hành vào ngày 4 tháng 3 cho chuyến tuần tra thứ sáu tại khu vực quần đảo Bismarck ở phía Đông Bắc đảo New Ireland. Trên đường đi, nó trinh sát bờ biển phía Tây đảo Bougainville, rồi đến ngày 16 tháng 3 được lệnh chuyển sang tuần tra tại khu vực giữa các đảo Mussau và Manus thuộc quần đảo Admiralty. Xế trưa ngày 29 tháng 3, nó phát hiện một đoàn bốn tàu buôn được hai tàu vũ trang và hai máy bay hộ tống, và tiếp tục theo dõi qua đêm. Đến 07 giờ 50 phút sáng ngày hôm sau, nó phóng ba quả ngư lôi tấn công mục tiêu lớn nhất, và hai quả trúng đích đã đánh chìm Kurohime Maru (4.697 tấn) về phía Đông Bắc đảo Manus, tại tọa độ 00°35′B 147°55′Đ / 0,583°B 147,917°Đ; 27 hành khách cùng chín thủy thủ đã thiệt mạng cùng con tàu. Sang ngày 4 tháng 4, Tuna chuyển sang tuần tra tại khu vực phía Tây Bắc Manus-Mussau, trên tuyến hàng hải dẫn đến Rabaul. Không tìm thấy mục tiêu nào có giá trị, nó kết thúc chuyến tuần tra và về đến Brisbane vào ngày 20 tháng 4.

#### Chuyến tuần tra thứ bảy
Trong chuyến tuần tra thứ bảy, vào ngày 19 tháng 5, Tuna bị một tàu ngầm đối phương tấn công bằng một quả ngư lôi, nhưng đã né tránh được. Nó chuẩn bị bắn phá đảo Wakde, Papua New Guinea, nhưng sự xuất hiện của những tàu săn ngầm buộc nó phải hủy bỏ kế hoạch.

#### Chuyến tuần tra thứ tám
Khi Tuna khởi hành từ Brisbane vào ngày 29 tháng 7 cho chuyến tuần tra tiếp theo, một thủy phi cơ tuần tra PBY Catalina của Không quân Hoàng gia Australia đã tấn công nó trong biển Solomon ở vị trí 80 nmi (150 km) về phía Đông Bắc đảo Kiriwina và phía Bắc đảo Woodlark, tại tọa độ 08°02′B 152°07′Đ / 8,033°B 152,117°Đ. Chiếc thủy phi cơ đã thả bốn quả mìn sâu gần con tàu, và khi Tuna lặn khẩn cấp để né tránh đến độ sâu 70–110 ft (21–34 m), quả mìn sâu phát nổ đã khiến chiếc tàu ngầm mất kiểm soát độ sâu, chìm đến 365 ft (111 m) trước khi lấy lại thăng bằng. Nó nổi trở lại và bị nghiêng 18 độ sang mạn trái, và những hư hỏng buộc con tàu phải quay trở lại căn cứ Brisbane để sửa chữa, trì hoãn chuyến tuần tra cho đến ngày 21 tháng 8. Trong chuyến tuần tra thứ tám này, Tuna có hai cơ hội bắt gặp mục tiêu nhưng không thể đi vào vị trí tấn công thuận lợi. Nó quay trở về căn cứ tại Fremantle, Tây Úc vào ngày 14 tháng 10, nơi nó được bảo trì cặp bên mạn tàu tiếp liệu tàu ngầm Pelias (AS-14).

#### Chuyến tuần tra thứ chín
Lên đường vào ngày 7 tháng 11 cho chuyến tuần tra thứ chín, Tuna băng qua eo biển Molucca để hoạt động tại các khu vực biển Java và biển Flores. Vào ngày 21 tháng 11, trong một cơn mưa giông, nó tấn công một tàu buôn với bốn quả ngư lôi, nhưng một quả trúng đích chưa đủ để đánh chìm đối thủ. Đến ngày 12 tháng 12, nó phóng ngư lôi đánh chìm được tàu chở hàng Tosei Maru (5.484 tấn) trong biển Flores về phía Bắc đảo Halmahera, tại tọa độ 02°44′B 126°14′Đ / 2,733°B 126,233°Đ. Nó kết thúc chuyến tuần tra khi quay trở về căn cứ Trân Châu Cảng vào ngày 1 tháng 1, 1944, nhưng tiếp tục quay về vùng bờ Tây để được đại tu tại Xưởng hải quân Hunters Point, California.

### 1944

#### Chuyến tuần tra thứ mười
Khi công việc tại xưởng tàu hoàn tất vào ngày 6 tháng 4, 1944, Tuna quay trở lại khu vực quần đảo Hawaii, rời khởi hành từ Trân Châu Cảng vào ngày 24 tháng 4 cho chuyến tuần tra thứ mười tại khu vực quần đảo Palau. Vào ngày 4 tháng 5, nó phát hiện tàu đánh cá Takima Maru 89 GRT đang chuyên chở tài liệu mật hướng đến đảo Wake. Khi Tuna tấn công bằng pháo 20-mm, đối phương chống trả quyết liệt, nên Tuna phải dùng pháo 3-inch tấn công, phá hủy phần đuôi Takima Maru và khiến mục tiêu bắt đầu chìm phía đuôi. Tàu ngầm USS Haddock (SS-231) đi đến hiện trường để trợ giúp, và cùng với Tuna tịch thu các tài liệu mật và bắt giữ tù binh chiến tranh khi mục tiêu đắm tại tọa độ 22°06′B 166°47′Đ / 22,1°B 166,783°Đ. Trong trận này một thủy thủ của Tuna, trong khi hoạt động tịch thu các tài liệu mật của đối phương trên biển, đã sóng cuốn trôi mất tích. Mười ngày sau đó, Tuna bắn phá một nhà máy sản xuất phosphat trên đảo Fais thuộc quần đảo Caroline trước khi quay trở về quần đảo Marshall, và kết thúc chuyến tuần tra tại Majuro vào ngày 21 tháng 6.

#### Chuyến tuần tra thứ mười một
Tuna xuất phát từ Majuro vào ngày 15 tháng 7 cho chuyến tuần tra thứ mười một, và hoạt động dọc các tuyến hàng hải ngoài khơi các đảo Shikoku và Kyūshū của chính quốc Nhật Bản. Cho dù radar chiếc tàu ngầm đã phát hiện nhiều mục tiêu, chúng thường di chuyển nhanh hơn, và hoạt động của các tàu hộ tống đối phương đã ngăn trở Tuna không thể tấn công các mục tiêu tiềm năng. Chiếc tàu ngầm kết thúc chuyến tuần tra tại Trân Châu Cảng vào ngày 5 tháng 9.

#### Chuyến tuần tra thứ mười hai
Sau khi được tái trang bị tại Trân Châu Cảng, Tuna lên đường từ căn cứ này vào ngày 8 tháng 10 cho chuyến tuần tra thứ mười hai tại khu vực Tây Thái Bình Dương, tham gia vào chiến dịch giải phóng Philippines. Chiếc tàu ngầm hoạt động trong thành phần bầy sói "Roach's Raiders" vốn còn bao gồm các tàu ngầm Haddock và Halibut (SS-232). Tuna bắt gặp nhiều mục tiêu nhưng chỉ tung ra một đợt tấn công mà lại không trúng đích, trước khi quay trở về căn cứ tại Saipan vào ngày 2 tháng 12.

### 1945

#### Chuyến tuần tra thứ mười ba
Tuna lại khởi hành từ Saipan vào ngày 6 tháng 1, 1945 cho chuyến tuần tra thứ mười ba, cũng là chuyến cuối cùng, để hoạt động ngoài khơi bờ biển phía Tây Borneo. Từ ngày 28 đến ngày 30 tháng 1, nó làm nhiệm vụ đặc biệt khi trinh sát bờ biển phía Bắc Borneo, nhưng đã không tiến hành đổ bộ do đối phương canh phòng cẩn mật. Từ ngày 2 đến ngày 4 tháng 3, nó hoàn tất nhiệm vụ đặc biệt thứ hai khi cho đổ bộ nhân sự và 4.400 lb (2.000 kg) hàng tiếp liệu lên vịnh Labuk, Sabah. Trong suốt chuyến tuần tra chiếc tàu không tìm thấy mục tiêu nào giá trị, và kết thúc khi quay trở về Fremantle vào ngày 13 tháng 3.
Tại Fremantle, Tuna bắt đầu hoạt động như một tàu huấn luyện, rồi chuyển sang hoạt động tương tự tại đảo Leyte, Philippines từ ngày 13 tháng 4. Khi Thế Chiến II kết thúc, chiếc tàu ngầm ghé đến vịnh Subic và Saipan trước khi về đến Trân Châu Cảng vào ngày 5 tháng 9. Từ đây nó tiếp tục quay về vùng bờ Tây, đi đến San Francisco, California vào ngày 14 tháng 9, rồi băng qua kênh đào Panama để đi sang vùng bờ Đông, nơi nó được điều về Đội tàu ngầm 162 thuộc Hải đội Tàu ngầm 16, và bị bỏ không tại Portsmouth, New Hampshire.

### Thử nghiệm bom nguyên tử tại Bikini
Tuna được chọn để tham gia Chiến dịch Crossroads, cuộc thử nghiệm bom nguyên tử tại đảo san hô vòng Bikini vào giữa năm 1946. Nó lại băng qua kênh đào Panama, đi đến Trân Châu Cảng vào ngày 2 tháng 3, 1946, và đặt dưới quyền điều động của Tư lệnh Lực lượng Đặc nhiệm Hỗn hợp 1. Nó cùng các tàu ngầm Skipjack (SS-184), Skate (SS-305) và Searaven (SS-196) rời Trân Châu Cảng vào ngày 21 tháng 5 để hướng sang khu vực quần đảo Marshall. 
Tuna sống sót qua cả hai vụ nổ trên không và ngầm dưới nước vào các ngày 1 và 25 tháng 7, mà chỉ bị hư hại nhẹ. Nó đi đến Kwajalein vào ngày 22 tháng 8 trên đường quay trở về Hoa Kỳ, đi đến Trân Châu Cảng vào ngày 5 tháng 9 và đến vùng bờ Tây vào ngày 7 tháng 10, rồi neo đậu cùng Hạm đội Dự bị Thái Bình Dương tại Xưởng hải quân Mare Island. Chiếc tàu ngầm trải qua nhiều đợt thử nghiệm nghiên cứu về phóng xạ và cấu trúc cho đến khi được cho xuất biên chế vào ngày 11 tháng 12, 1946. Nó được chiếc tàu kéo hạm đội Tekesta (ATF-93) kéo ra vùng nước sâu Thái Bình Dương vào ngày 20 tháng 9, 1948, nơi nó bị đánh chìm vào ngày 24 tháng 9, 1948, và đắm tại vùng biển có độ sâu 1.160 sải (2.120 m). Tên nó được cho rút khỏi danh sách Đăng bạ Hải quân vào ngày 21 tháng 10, 1948.

## Phần thưởng
Tuna được tặng thưởng bảy Ngôi sao Chiến trận do thành tích phục vụ trong Thế Chiến II. Nó được ghi công đã đánh chìm chín tàu Nhật Bản với tổng tải trọng 14.986 tấn.
|  |                                         |  |
|  | Silver star · Bronze star · Bronze star |  |

| Dãi băng Hoạt động Tác chiến  |                                                                         |                                      |
| Huân chương Chiến dịch Hoa Kỳ | Huân chương Chiến dịch Châu Á-Thái Bình Dương với 7 Ngôi sao Chiến trận | Huân chương Chiến thắng Thế Chiến II |